# Dendrophthora longipedunculata
Dendrophthora longipedunculata är en sandelträdsväxtart som beskrevs av C. T. Rizzini. Dendrophthora longipedunculata ingår i släktet Dendrophthora och familjen sandelträdsväxter. Inga underarter finns listade i Catalogue of Life.